# Lijst van voetbalinterlands Polen - Saoedi-Arabië
Deze lijst van voetbalinterlands is een overzicht van alle officiële voetbalwedstrijden tussen de nationale teams van Polen en Saoedi-Arabië. De landen speelden tot op heden vijf keer tegen elkaar. De eerste ontmoeting, een vriendschappelijke wedstrijd, werd gespeeld in Cannes (Frankrijk) op 13 april 1994. Het laatste duel, een groepswedstrijd tijdens het Wereldkampioenschap voetbal 2022, vond plaats op 26 november 2022 in Ar Rayyan (Qatar).

## Wedstrijden
| № | Plaats    | Datum            | Competitie        | Wedstrijd             | Uitslag |
| - | --------- | ---------------- | ----------------- | --------------------- | ------- |
| 1 | Cannes    | 13 april 1994    | Vriendschappelijk | Saoedi-Arabië – Polen | 0 – 1   |
| 2 | Riyad     | 8 december 1994  | Vriendschappelijk | Saoedi-Arabië – Polen | 2 – 0   |
| 3 | Riyad     | 10 december 1994 | Vriendschappelijk | Saoedi-Arabië – Polen | 1 – 2   |
| 4 | Riyad     | 28 maart 2006    | Vriendschappelijk | Saoedi-Arabië – Polen | 1 – 2   |
| 5 | Ar Rayyan | 26 november 2022 | WK 2022           | Polen – Saoedi-Arabië | 2 − 0   |

## Samenvatting
| Competitie        | Totaal gespeeld | Winst Polen | Gelijk | Winst Saoedi-Arabië | Doelsaldo Polen – Saoedi-Arabië |
| ----------------- | --------------- | ----------- | ------ | ------------------- | ------------------------------- |
| WK-eindronde      | 1               | 1           | 0      | 0                   | 2 − 0                           |
| Vriendschappelijk | 4               | 3           | 0      | 1                   | 5 − 4                           |
| Totaal            | 5               | 4           | 0      | 1                   | 7 − 4                           |

## Details

### Vierde ontmoeting
| Vriendschappelijk (Riyad, Saoedi-Arabië, 28 maart 2006):                                                                           |       |                                  |
| Saoedi-Arabië | 1 – 2 | Polen                            |
| Redha Tukar 27' | goals | 7' Łukasz Sosin 63' Łukasz Sosin |
| - Debuut van Łukasz Fabiański (Legia Warschau), Jakub Błaszczykowski (Wisła Kraków) en Łukasz Sosin (Apollon Limassol) voor Polen. |       |                                  |

Poolse voetbalbond · A-internationals · Selecties · Statistieken · Pools vrouwenelftal · Olympisch elftal · Polen U21 · Polen U20 · Polen U19 · Polen U18 · Polen U17 · Polen U16
1921 – 1929 ·
1930 – 1939 ·
1940 – 1949 ·
1950 – 1959 ·
1960 – 1969 ·
1970 – 1979 ·
1980 – 1989 ·
1990 – 1999 ·
2000 – 2009 ·
2010 – 2019 ·
2020 – 2029
EK 2008 · 
EK 2012 · 
EK 2016 · 
EK 2020
WK 1938 ·
WK 1974 ·
WK 1978 ·
WK 1982 ·
WK 1986 ·
WK 2002 ·
WK 2006 ·
WK 2018
OS 1924 ·
OS 1936 ·
OS 1972 ·
OS 1976 ·
OS 1992
1921 · 
1922 · 
1923 · 
1924 · 
1925 · 
1926 · 
1927 · 
1928 · 
1929 · 
1930 · 
1931 · 
1932 · 
1933 · 
1934 · 
1935 · 
1936 · 
1937 · 
1938 · 
1939 · 
1940–1946 · 
1947 · 
1948 · 
1949 · 
1950 · 
1951 · 
1952 · 
1953 · 
1954 · 
1955 · 
1956 · 
1957 · 
1958 · 
1959 · 
1960 · 
1961 · 
1962 · 
1963 · 
1964 · 
1965 · 
1966 · 
1967 · 
1968 · 
1969 · 
1970 · 
1971 · 
1972 · 
1973 · 
1974 · 
1975 · 
1976 · 
1977 · 
1978 · 
1979 · 
1980 · 
1981 · 
1982 · 
1983 · 
1984 · 
1985 · 
1986 · 
1987 · 
1988 · 
1989 · 
1990 · 
1991 · 
1992 · 
1993 · 
1994 · 
1995 · 
1996 · 
1997 · 
1998 · 
1999 · 
2000 · 
2001 · 
2002 · 
2003 · 
2004 · 
2005 · 
2006 · 
2007 · 
2008 · 
2009 · 
2010 · 
2011 · 
2012 · 
2013 · 
2014 ·
2015 ·
2016 ·
2017 ·
2018 ·
2019 ·
2020 ·
2021
Albanië ·
Algerije ·
Andorra ·
Argentinië ·
Armenië ·
Australië ·
Azerbeidzjan ·
België ·
Bolivia ·
Bosnië en Herzegovina ·
Brazilië ·
Bulgarije ·
Canada ·
Chili ·
China ·
Colombia ·
Costa Rica ·
Cyprus ·
DDR ·
Denemarken ·
Duitsland ·
Ecuador ·
Egypte ·
Engeland ·
Estland ·
Faeröer · 
Finland ·
Frankrijk ·
Georgië ·
Gibraltar ·
Griekenland ·
Guatemala ·
Haïti ·
Hongarije ·
Ierland ·
India ·
Irak ·
Iran ·
Israël ·
Italië ·
Ivoorkust ·
IJsland ·
Japan ·
Joegoslavië ·
Kameroen ·
Kazachstan ·
Koeweit ·
Kroatië ·
Letland ·
Libië ·
Liechtenstein ·
Litouwen ·
Luxemburg ·
Marokko ·
Malta ·
Mexico ·
Moldavië ·
Montenegro ·
Nederland ·
Nieuw-Zeeland ·
Nigeria ·
Noord-Ierland ·
Noord-Korea ·
Noord-Macedonië ·
Noorwegen ·
Oekraïne ·
Oostenrijk ·
Peru ·
Portugal ·
Roemenië ·
Rusland ·
San Marino ·
Saoedi-Arabië · 
Schotland ·
Senegal ·
Servië ·
Servië en Montenegro · 
Singapore ·
Slovenië ·
Slowakije ·
Sovjet-Unie ·
Spanje ·
Thailand · 
Tsjechië ·
Tsjecho-Slowakije ·
Tunesië ·
Turkije ·
Uruguay ·
Verenigde Arabische Emiraten ·
Verenigde Staten ·
Wales ·
Wit-Rusland ·
Zuid-Afrika ·
Zuid-Korea ·
Zweden ·
Zwitserland
België (1982) ·
Colombia (2018) ·
Costa Rica (2006) ·
Duitsland (2006) ·
Duitsland (2008) ·
Duitsland (2016) ·
Ecuador (2006) ·
Frankrijk (1982) ·
Frankrijk (2022) ·
Griekenland (2012) ·
Italië (1982, 1) ·
Italië (1982, 2) ·
Japan (2018) ·
Kameroen (1982) ·
Kroatië (2008) ·
Noord-Ierland (2016) ·
Oostenrijk (2008) ·
Peru (1982) ·
Rusland (2012) ·
Senegal (2018) ·
Slowakije (2021) ·
Sovjet-Unie (1982) ·
Spanje (2021) ·
Tsjechië (2012) ·
Zweden (2021)
SAFF · A-internationals · Selecties · Bondscoaches · Statistieken · Saoedi-Arabisch vrouwenelftal · Saoedi-Arabië U21 · Saoedi-Arabië U20 · Saoedi-Arabië U19 · Saoedi-Arabië U18 · Saoedi-Arabië U17
1950 – 1959 · 
1960 – 1969 · 
1970 – 1979 · 
1980 – 1989 · 
1990 – 1999 · 
2000 – 2009 · 
2010 – 2019 ·
2020 − 2029
WK 1994 · 
WK 1998 · 
WK 2002 · 
WK 2006 · 
WK 2018
OS 1984 · 
OS 1996 · 
OS 2020
1957 · 
1958 · 1959 · 1960 · 
1961 · 
1962 · 
1963 · 
1964 · 1965 · 1966 · 
1967 · 
1968 · 
1969 · 
1970 · 
1971 · 
1972 · 
1973 · 
1974 · 
1975 · 
1976 · 
1977 · 
1978 · 
1979 · 
1980 · 
1981 · 
1982 · 
1983 · 
1984 · 
1985 · 
1986 · 
1987 · 
1988 · 
1989 · 
1990 · 
1991 · 
1992 · 
1993 · 
1994 · 
1995 · 
1996 · 
1997 · 
1998 · 
1999 · 
2000 · 
2001 · 
2002 · 
2003 · 
2004 · 
2005 · 
2006 · 
2007 · 
2008 · 
2009 · 
2010 · 
2011 · 
2012 · 
2013 ·
2014 ·
2015 ·
2016 ·
2017 ·
2018 ·
2019 ·
2020 ·
2021 ·
2022 ·
2023
Afghanistan · 
Albanië ·
Algerije · 
Angola · 
Argentinië · 
Australië · 
Azerbeidzjan · 
Bahrein · 
Bangladesh · 
België · 
Bhutan · 
Bolivia · 
Brazilië · 
Bulgarije · 
Cambodja ·
Canada · 
Chili · 
China · 
Colombia ·
Congo-Brazzaville · 
Congo-Kinshasa · 
Costa Rica · 
Cyprus · 
Denemarken · 
Duitsland · 
Ecuador ·
Egypte · 
Engeland · 
Equatoriaal-Guinea ·
Estland · 
Finland · 
Frankrijk · 
Gabon · 
Gambia ·
Georgië · 
Ghana · 
Griekenland ·
Haïti · 
Honduras · 
Hongarije · 
Hongkong · 
Ierland · 
IJsland · 
India · 
Indonesië · 
Irak · 
Iran · 
Italië ·
Jamaica · 
Japan · 
Jemen · 
Jordanië · 
Kameroen · 
Kazachstan · 
Kirgizië · 
Koeweit · 
Kroatië ·
Laos ·
Letland ·
Libanon · 
Libië · 
Liechtenstein · 
Litouwen ·
Luxemburg · 
Macau ·  
Maleisië · 
Mali · 
Marokko · 
Mauritanië · 
Mexico · 
Moldavië ·
Mongolië · 
Namibië · 
Nederland · 
Nepal · 
Nieuw-Zeeland · 
Nigeria · 
Noord-Korea ·
Noord-Macedonië ·
Noorwegen ·
Oeganda · 
Oekraïne · 
Oezbekistan · 
Oman · 
Oost-Timor ·
Pakistan ·
Palestina · 
Panama ·
Paraguay · 
Peru ·
Polen · 
Portugal · 
Qatar · 
Rusland · 
Schotland · 
Senegal · 
Singapore · 
Slovenië · 
Slowakije · 
Soedan · 
Spanje · 
Sri Lanka · 
Syrië · 
Tadzjikistan · 
Taiwan · 
Tanzania · 
Thailand · 
Togo · 
Trinidad en Tobago · 
Tsjechië · 
Tunesië · 
Turkije · 
Turkmenistan · 
Uruguay · 
Venezuela · 
Verenigde Arabische Emiraten · 
Verenigde Staten · 
Vietnam · 
Wales · 
Wit-Rusland · 
Zambia ·
Zimbabwe ·
Zuid-Afrika · 
Zuid-Jemen · 
Zuid-Korea · 
Zweden
Argentinië (1992) · 
Argentinië (2022) · 
Egypte (2018) · 
Oekraïne (2006) · 
Rusland (2018) ·
Spanje (2006) ·
Tunesië (2006) ·
Uruguay (2018)